# Bernard de Chalvron
Bernard Guillier de Chalvron (ur. 1911, zm. 12 grudnia 1990) – francuski dyplomata, doradca Philippe Pétaina ds. Algierii Francuskiej, członek francuskiego ruchu oporu.

## Życiorys
Na początku lat 40. XX wieku pełnił funkcję doradcy Szefa Państwa Francuskiego ds. Algierii, później zastąpiony został przez Jacquesa Tiné. W 1942 r. dołączył do Noyautage des administrations publiques, a po aresztowaniu Claude Bourdeta pełnił funkcję jej przywódcy. Przekazywał alianckim dyplomatom w Paryżu kopie raportów i dokumentów ze spotkań rządu Vichy. W maju 1944 r. aresztowany i wysłany do obozu koncentracyjnego Buchenwald, uwolniony przez Amerykanów w 1945 roku.
Po wojnie dalej służył we francuskiej służbie dyplomatycznej, w latach 1967–1970 pełnił funkcję stałego przedstawiciela Francji przy ONZ, a w latach 1974–1976 był ambasadorem Francji w NRD.